# Aroonra fusiplata
Aroonra fusiplata är en insektsart som beskrevs av Irena Dworakowska 1993. Aroonra fusiplata ingår i släktet Aroonra och familjen dvärgstritar.
Artens utbredningsområde är Thailand. Inga underarter finns listade i Catalogue of Life.